# الگوریتم جهش ترکیبی قورباغه
الگوریتم جهش ترکیبیِ قورباغه به انگلیسی Shuffled Frog Leaping Algorithm (SFLA)، الگوریتمی برای بهینه‌سازی در هوش مصنوعی می‌باشد.